# Olympische Winterspiele 1932/Bob – Zweierbob (Männer)
Der Zweierbob der Männer bei den Olympischen Winterspielen 1932 in Lake Placid bestand aus vier Läufen, von denen zwei am 8. und zwei am 9. Februar 1932 ausgetragen wurden. Austragungsort war die Olympia-Bobbahn Mount Van Hoevenberg. Am Start waren 24 Teilnehmer aus 8 Ländern. Olympiasieger wurden die beiden Brüder Hubert Stevens und Curtis Stevens aus den Vereinigten Staaten mit einer Gesamtzeit von 8:14,74 Minuten. Die Silbermedaille holten die Schweizer Reto Capadrutt und Oscar Geier vor den US-Amerikanern Jack Heaton und Robert Minton, die die Bronzemedaille gewannen.

## Ergebnisse
| Rang | Athleten                                   | Nation             | Lauf 1     | Lauf 1 | Lauf 2     | Lauf 2 | Lauf 3     | Lauf 3 | Lauf 4     | Lauf 4 | Gesamt     |
| Rang | Athleten                                   | Nation             | Zeit (min) | Rang   | Zeit (min) | Rang   | Zeit (min) | Rang   | Zeit (min) | Rang   | Zeit (min) |
| ---- | ------------------------------------------ | ------------------ | ---------- | ------ | ---------- | ------ | ---------- | ------ | ---------- | ------ | ---------- |
| 001  | Hubert Stevens Curtis Stevens              | Vereinigte Staaten | 2:13,10    | 3      | 2:04,27    | 1      | 1:59,69    | 1      | 1:57,68    | 1      | 8:14,74    |
| 002  | Reto Capadrutt Oscar Geier                 | Schweiz            | 2:05,88    | 1      | 2:07,21    | 2      | 2:03,52    | 2      | 1:59,67    | 2      | 8:16,28    |
| 003  | Jack Heaton Robert Minton                  | Vereinigte Staaten | 2:15,02    | 4      | 2:07,51    | 3      | 2:04,29    | 3      | 2:02,33    | 3      | 8:29,15    |
| 004  | Alexandru Papană Dumitru Hubert            | Rumänien           | 2:15,51    | 7      | 2:07,82    | 4      | 2:06,12    | 5      | 2:03,02    | 4      | 8:32,47    |
| 005  | Hanns Kilian Sebastian Huber               | Deutsches Reich    | 2:15,27    | 5      | 2:11,08    | 6      | 2:05,82    | 4      | 2:03,19    | 5      | 8:35,36    |
| 006  | Teofilo Rossi di Montelera Italo Casini    | Italien            | 2:15,45    | 6      | 2:08,10    | 5      | 2:06,58    | 6      | 2:06,20    | 6      | 8:36,33    |
| 007  | Werner Huth Max Ludwig                     | Deutsches Reich    | 2:11,53    | 2      | 2:11,58    | 7      | 2:11,32    | 9      | 2:10,62    | 10     | 8:45,05    |
| 008  | Agostino Lanfranchi Gaetano Lanfranchi     | Italien            | 2:20,08    | 10     | 2:13,47    | 8      | 2:08,00    | 7      | 2:09,11    | 7      | 8:50,66    |
| 009  | Max Houben Louis Van Hege                  | Belgien            | 2:17,68    | 9      | 2:14,90    | 9      | 2:10,90    | 8      | 2:09,62    | 9      | 8:53,10    |
| 010  | Christian Hansez Jacques Maus              | Belgien            | 2:17,01    | 8      | 2:16,74    | 10     | 2:13,59    | 11     | 2:13,81    | 11     | 9:01,15    |
| 011  | Louis Balsan Daniel Armand-Delille         | Frankreich         | 2:20,10    | 11     | 2:19,37    | 11     | 2:13,56    | 10     | 2:09,56    | 8      | 9:02,59    |
| 012  | Hugo Weinstengl Johann Baptist von Gudenus | Österreich         | 2:23,83    | 12     | 2:21,82    | 12     | 2:16,19    | 12     | 2:14,58    | 12     | 9:16,42    |